# Sèxe Illégal
Sèxe Illégal était un duo d'humoristes et groupe de musique québécois, qui donnait dans l'humour absurde et cinglant. Il était composé de Mathieu Séguin (Paul Sèxe) et de Philippe Cigna (Tony Légal). Mathieu Séguin (né le 9 janvier 1980) est diplômé de l'École nationale de l'humour depuis 2006. Philippe a également été à l'école de l'humour mais n'a jamais fait la tournée finale, il a plutôt fait la tournée buissonnière.

## Biographie
En 2011, le duo humoristique est finaliste au concours En route vers mon premier gala Juste pour rire.
Durant l'année 2012, ils lancent leur album musical s'intitulant 40 ans dans l'chant, qui leur a valu deux nominations, soit au Gala de l’ADISQ et au GAMIQ.
En 2013, ils présentent leur spectacle Unplugged in New York à Montréal dans le cadre du festival Juste pour rire et dans plus de 25 villes au Québec.
À l'été 2014, ils présentent leur nouveau spectacle VIVRE! qui se veut plus proche du concert rock que du stand-up. Ils présenteront ce deuxième spectacle un peu partout au Québec jusqu'en 2016.
En 2016, ils lancent un nouvel album s'intitulant Rock Danger et reçoivent une nomination au Gala GAMIQ pour album rock de l'année.
Durant l'année 2016, le duo s'associent avec les humoristes québécois Guillaume Wagner, Virginie Fortin et Adib Alkhalidey pour créer une coopérative dans le but de produire des spectacles et différents projets artistiques. Leur tout premier festival, le Dr Mobilo Aquafest, voit le jour dans la même année.
En mai 2019, une comédie musicale intitulée Donovan, est-ce toi? écrite par Philippe Cigna est présentée dans le cadre du Dr Mobilo Aquafest.
En 2019, ils lancent le podcast Tu me niaises avec l'humoriste et comédien Jean-François Provençal.
En 2023, Cigna annonce sur ses réseaux sociaux qu'il quitte le groupe. Provençal annonce de son côté la fin du podcast Tu me niaises.

## Carrière

### Spectacles
- 2013 : Unplugged in New York à Montréal
- 2014 : VIVRE!
- 2017 : Légendes

### Télévision
Le duo a participé au Ti-Mé Show, au Gala ComediHa! de P-A Méthot et de Ti-Mé Paré, au ComediHa! Club, ainsi qu’au Gala D’un rire à l’autre.

### Séries Web
- 2012-2013: Yellow Big Mustache[12]
- 2013: Les Gigantesques entrevues[13]
- 2013: Le tour du monstre
- 2018: Les entrevues mal montées

### Podcast
En 2019, ils lancent le podcast Tu me niaises. Les épisodes sont enregistrés devant public au Terminal Comédie Club à Montréal. Le duo ne se donne pas de ligne directrice et s'offre la liberté de parler de tout et n'importe quoi. Ils ont parfois des invités.
Le podcast continue durant la pandémie de Covid19, sous différentes formes, sans public.
Le podcast se termine abruptement au mois d'août 2023, lorsque Philippe Cigna quitte le groupe. Jean-François Provençal en fera l'annonce officielle sur ses réseaux sociaux.

## Discographie

### Albums
- 2012 : 40 ans dans l'chant

## Prix et distinctions
- 2012: Nomination «Découverte de l’année», Gala Les Olivier
- 2013: Nomination «Découverte de l’année», Gala Les Olivier